# Ujskij rajon
L'Ujskij rajon (in russo Уйский район?) è un rajon dell'oblast' di Čeljabinsk, nella Siberia occidentale. Istituito nel 1926, il suo capoluogo è Ujskoe.